# Момпремье, Фредлен
Фредле́н Момпремье́ (фр. Fredlin Mompremier; 25 ноября 1996, Гаити) — гаитянский футболист, нападающий клуба «Сафа».

## Карьера
Перешёл в клуб «ФД Найтс» в январе 2017 года. Дважды отправлялся в аренду в «Оушен Сити».
В январе 2019 перешёл в клуб «Роунекс». Дебютировал за клуб в Чемпионшипе против команды «Рио-Гранде».
В 2020 году перешёл в дубль «Канзас-Сити». Дебютировал в марте 2020 года против «Шарлотта».
В июле 2021 года перешёл в «Сфынтул Георге». Дебютировал в Национальном дивизионе в мачте против ФК «Бэлць».